# Henry Morgenthau
Henry Morgenthau, född 11 maj 1891 i New York, död 6 februari 1967 i New York, var en politiker för Demokratiska partiet i USA.

## Biografi
Morgenthau var finansminister 1934-1945, men hade under den perioden även inflytande över USA:s utrikespolitik. Morgenthau påstås vara den första och sista juden som har befunnit sig främst efter presidenten i ordningsföljd, i Amerika. 
Morgenthau ville att USA under och efter andra världskriget helt skulle bortse från Genève- och Haagkonventionerna i det ockuperade Tyskland, trots att USA var signatärmakt till bägge dessa konventioner. Han är känd som initiativtagare till Morgenthauplanen.